# Dèmoni
Dèmoni (bra: Demons - Filhos das Trevas) é um filme italiano de 1985, do gênero terror, dirigido por Lamberto Bava com roteiro de Dario Argento e trilha sonora de Claudio Simonetti.

## Enredo
As adolescentes Hanna e Kathy são convidadas a uma sessão de cinema de horror. Durante a sessão, alguns espectadores se contaminam com uma misteriosa máscara e acabam se tornando demônios.

## Elenco
- Urbano Barberini (George)
- Natasha Hovey (Cheryl)
- Karl Zinny (Ken)
- Fiore Argento (Hannah)
- Paola Cozzo (Kathy)
- Fabiola Toledo (Carmen)
- Nicoletta Elmi (Ingrid)
- Stelio Candelli (Frank)
- Nicole Tessier (Ruth)
- Geretta Geretta (Rosemary)
- Bobby Rhodes (Tony)